# Ambegudin
Ambegudin (en népalais : आम्बेगुदिन) est un comité de développement villageois du Népal situé dans le district de Taplejung. Au recensement de 2011, il comptait 2 979 habitants.